# Cyclommatus strigiceps
Cyclommatus strigiceps es una especie de coleóptero de la familia Lucanidae. Presenta las siguientes subespecies:
- Cyclommatus strigiceps albersi
- Cyclommatus strigiceps assamensis
- Cyclommatus strigiceps laoticus
- Cyclommatus strigiceps saltini
- Cyclommatus strigiceps strigiceps
- Cyclommatus strigiceps vitalisi

## Distribución geográfica
Habita en Bután y en Sikkim y Darjeeling en la  India.